# Schinia cognata
Schinia cognata, auch Hasenlattich-Sonneneule genannt, ist ein Schmetterling (Nachtfalter) aus der Familie der Eulenfalter (Noctuidae).

## Merkmale

### Falter
Die Falter erreichen eine Flügelspannweite von 15 bis 22 Millimeter. Die Grundfarbe der Vorderflügel ist Rotbraun. Im Mittelfeld befinden sich miteinander verschmolzene gelbweiße Flecke. Der Apex ist spitz. Ring- und Nierenmakel sind dunkel, heben sich aber kaum vom Untergrund ab. Die Wellenlinie ist meist rosa oder hellbraun angelegt. Die Hinterflügel sind schwarz und von einer breiten, rein weißen Querbinde durchzogen, die bis zum Innenrand reicht. Die Weibchen haben einen langen Hinterleib mit vorstehender Legeröhre. Die Segmenteinschnitte auf dem Abdomen sind gelblich.

### Raupe, Puppe
Erwachsene Raupen haben eine braungraue Farbe, am Rücken vier gelbliche Linien, breite weiße Seitenstreifen sowie schwarze Stigmen.
Die braungelbe Puppe hat eine schlanke Gestalt und besitzt lange Dornen am Kremaster.

### Ähnliche Arten
Schinia cardui unterscheidet sich hauptsächlich durch die schmalere, cremig weiße Querbinde auf den Hinterflügeln, die den Innenrand nicht erreicht.

## Geographische Verbreitung und Vorkommen
Schinia cognata kommt im Südosten Europas in wärmeren Gebieten lückenhaft vor. Isolierte Populationen leben auch in den Südwestalpen. Richtung Osten reicht das Verbreitungsgebiet bis in die Türkei und zum Südural. Die Art bewohnt hauptsächlich Steppen und warme, trockene Hänge.

## Lebensweise
Die Falter sind überwiegend tagaktiv. Ihre Hauptflugzeit umfasst die Monate Juni und Juli. Die im August und September lebenden Raupen ernähren sich von Korbblütlerarten (Asteraceae), insbesondere von Großem Knorpellattich (Chondrilla juncea).